# Viaduc de Saint-Paul
Le viaduc de Saint-Paul ou viaduc du Bernica est un ouvrage d'art marquant le début de la route des Tamarins à Saint-Paul, dans l'ouest de l'île de La Réunion, département d'outre-mer français de l'océan Indien.

## Description
Cet ouvrage d'art, inauguré le 20 mai 2009 par Paul Vergès (alors président du conseil régional), a été conçu pour constituer l'entrée nord de la route des Tamarins, à partir de la "route digue" située à Saint-Paul. Il permet aussi une liaison routière plus rapide entre la chaussée Royale enfermant le centre-ville et le quartier surplombant appelé Plateau Caillou, qui n'était accessible que par une route en lacets, les "rampes de Plateau Caillou". Il tire son nom de la proximité de la ravine Bernica.
Long de 756 mètres et large de 26,7 mètres, il supporte grâce à des piliers atteignant 35 mètres de haut une 2 x 3 voies tracée selon une pente de 6 %. Les fondations profondes au nombre de 69 barrettes, vont de -20 à - 30 m de profondeur. Le viaduc se termine dans une tranchée couverte de 150 mètres au-dessus de laquelle est reconstituée la falaise. Pour une meilleure intégration au site, sa forme en S respecte le profil de la falaise. Il est le plus important des 4 ouvrages d'art exceptionnels édifiés pour la réalisation de la route des Tamarins.
Les travaux ont commencé en novembre 2005 et se sont achevés le 20 mai 2009. Ils ont coûté un total de 83,2 millions d'euros.

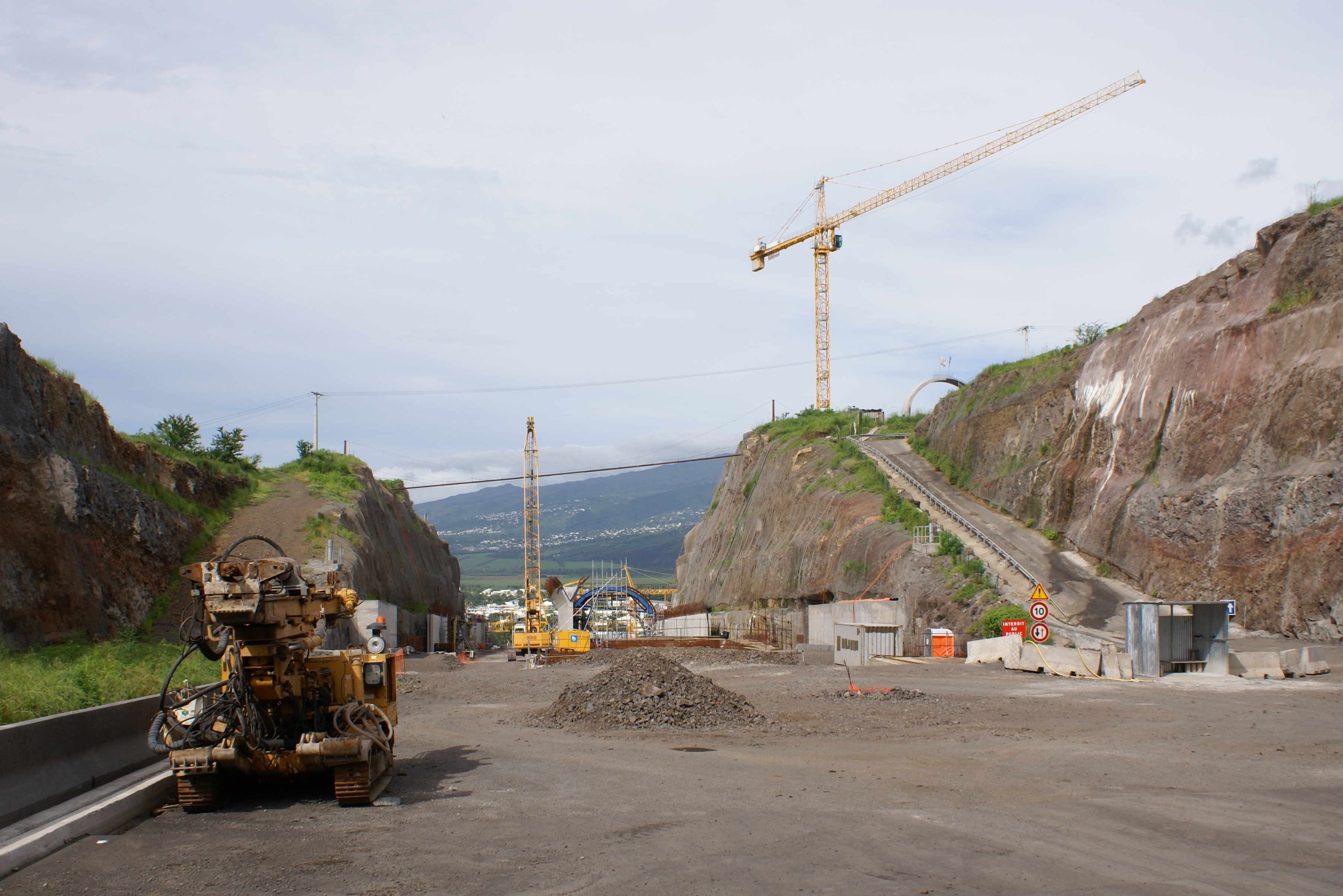
Le chantier de la tranchée couverte au bout du viaduc